# Harrysong
Harrysong, pseudonimo di Harrison Tare Okiri (Warri, 30 marzo 1981), è un cantante nigeriano.

## Biografia
Harrysong ha esordito nell'industria discografica con l'album in studio Testify, pubblicato nel 2012. È stato candidato agli MTV Africa Music Awards nella categoria di canzone dell'anno per Reggae Blues e per tre Headies Awards. Ha in seguito pubblicato i dischi Kingmaker (2017) e God Amongst Men (2023).

## Discografia

### Album in studio
- 2012 – Testify
- 2017 – Kingmaker
- 2023 – God Amongst Men

### EP
- 2014 – Beta pikin
- 2020 – Right About Now

### Singoli
- 2014 – Kolombo
- 2014 – Ofeshe
- 2015 – Feel It (con KCee e Iyanya)
- 2015 – Ma meh
- 2015 – Reggae Blues (feat. KCee, Olamide, Iyanya & Orezi)
- 2016 – Aka gum (feat. Duncan Mighty)
- 2018 – Happiness
- 2018 – Selense (feat. Reekado Banks & Kizz Daniel)
- 2018 – Report Card
- 2019 – Journey
- 2019 – Believe
- 2019 – Chacha
- 2020 – Audio Donation
- 2021 – Piompiompiom
- 2021 – Sawanale
- 2021 – Be by Me
- 2021 – She Knows (feat. Fireboy DML & Olamide)
- 2022 – Meta
- 2022 – Chi Chon Thin (con KolaBoy)
- 2023 – Asante (con Camidoh feat. Majeeed)
- 2023 – Reality Check (con JyellowL)
- 2024 – Maria